# Iravadia bombayana
Iravadia bombayana is een slakkensoort uit de familie van de Iravadiidae. De wetenschappelijke naam van de soort is voor het eerst geldig gepubliceerd in 1868 door Stoliczka.